# منطقة بانج سو
منطقة بانج سو (بالإنجليزية: Bang Sue District)‏ هي واحدة من 50 منطقة في بانكوك، تايلاند. يقدر عدد سكانها بـ 180,598 نسمة .